# Sandsjön (Drängsereds socken, Halland)
Sandsjön är en sjö i Hylte kommun i Hallands län (Halland) och ingår i Ätrans huvudavrinningsområde. Sjön har en area på 0,255 kvadratkilometer och ligger 137 meter över havet.

## Delavrinningsområde
Sandsjön ingår i det delavrinningsområde (633205-132850) som SMHI kallar för Mynnar i Ätran. Medelhöjden är 138 meter över havet och ytan är 44,3 kvadratkilometer. Räknas de 2 avrinningsområdena uppströms in blir den ackumulerade arean 70,45 kvadratkilometer. Stampån som avvattnar avrinningsområdet har biflödesordning 2, vilket innebär att vattnet flödar genom totalt 2 vattendrag innan det når havet efter 44 kilometer. Avrinningsområdet består mestadels av skog (66 %) och sankmarker (15 %). Avrinningsområdet har 1,73 kvadratkilometer vattenytor vilket ger det en sjöprocent på 3,9 %. Bebyggelsen i området täcker en yta av 0,23 kvadratkilometer eller 1 % av avrinningsområdet.